# 2876 Aeschylus
2876 Aeschylus là một tiểu hành tinh vành đai chính, được phát hiện ở Đài thiên văn Palomar bởi Cornelis Johannes van Houten, Ingrid van Houten-Groeneveld và Tom Gehrels ngày 24 tháng 09 1960. Nó được đặt theo tên Aeschylus, nhà soạn kịch người Hy Lạp cổ đại.